# Single sign-on
Single sign-on, SSO, är en metod inom sammansatta datasystem för att hantera användare med aspekt på användarbehörighet (auktorisering) och användarverifiering (autentisering), så att dessa användare endast behöver logga in en enda gång för att nå de system som är anpassade till tjänsten. Fördelen för användaren är att man inte behöver hålla reda på flera olika lösenord.